# Карнавал (Германия)

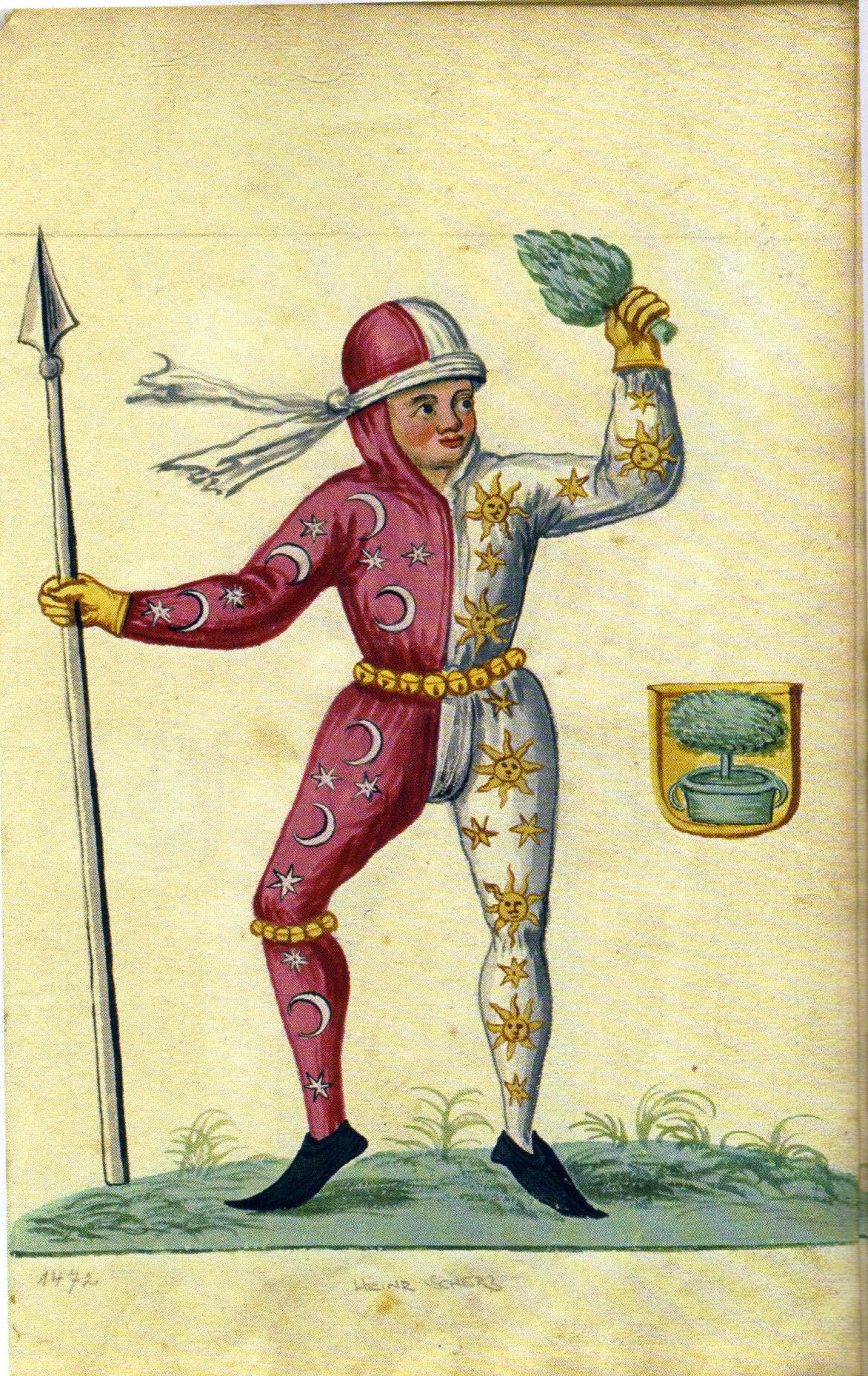
Карнавальный персонаж (Нюрнберг, 1472)

Карнавалы в Германии — традиционные карнавальные празднества, проходящие в период, называемый обычно «пятым временем года» (нем. «Fünfte Jahreszeit»), с 11 ноября до начала предпасхального поста. Карнавалы проводятся во многих городах Германии и имеют региональные особенности. На юге Германии существуют такие названия карнавала, как фашинг и фастнахт.

## История
Карнавал — древнейшее многостороннее явление европейской культуры, сочетающее в себе многоликость как языческого ритуала, так и церковного действа. В средневековой Европе с XII до конца XVI века «праздники дураков» отмечались около Богоявления 6 января. Хотя такие праздники также в церквях, но не являясь при этом праздниками церковными. Церковные ритуалы часто пародировались. Выбирали даже «Папу», 28 декабря, в день невинных детей, часто выбирали ребенка-епископа. Жители городов также приняли участие в празднике в форме шествия. Даже в дни настоящих карнавалов были широко распространены ярмарки дураков и ослов.
Карнавальные традиции сильны в Германии, имеют глубокие корни и сохраняются до настоящего времени. Во многих городах Германии проводятся карнавалы, несущие региональные особенности, однако общими для них являются основные события карнавала: 11 ноября торжественное открытие, так называемой «карнавальной сессии»; 6 января, в день Праздника трёх королей — «интронизация» Принца карнавала и других главных персонажей. В городах проходят заседания карнавальных обществ, балы, маскарады. В сельской местности празднование больше связаны с проводами зимы: изгнание злых духов с полей, сожжение чучела Зимы. Последняя перед постом неделя и особенно последние три дня карнавала — апогей празднеств: уличные карнавальные шествия, маскарады на предприятиях, в школах и детских садах, главный парад в «Розовый понедельник» и заключительные балы во вторник, которые продолжаются до утра «Пепельной среды». Обрядовая сторона карнавального периода восходит к древним языческим ритуалам изгнания зимы, распространёнными в кельтско-германском культурном пространстве, их непременными персонажами были ряженые. В областях, покорённых римлянами, эти обычаи органически соединились с празднествами в честь бога плодородия Диониса, приуроченными к весеннему равноденствию.
К числу самых известных и старейших немецких карнавалов можно отнести карнавалы во Франкфурте, Кёльне, Базеле.

### Принц карнавала
Главное лицо карнавала, интронизация которого происходит в один из дней первой декады января. На заседании присутствуют представители всех карнавальных союзов, которые проходят перед новым Принцем, «присягая» ему на период карнавала. Кандидатуру Принца предлагает городской карнавальный союз.

### Карнавальное общество
Общество по подготовке и проведению карнавала. Общество объединяет активных участников карнавальных празднеств по корпоративному или территориальному признаку. Обществом ведётся деятельность в течение всего года, но она особенно активна во время карнавальной сессии. Члены каждого общества имеют свою форму, как правило отличительным признаком является сочетание цветов на лацканах и обшлагах, а также карнавальные колпаки.

### Карнавальное заседание
Заседание карнавального общества в период карнавальной сессии. В программе — выступления сатириков, танцевальных групп, исполнение карнавальных песен. В Кёльне кульминационным моментом заседания является приезд Карнавальной троицы, в других рейнских городах и Мюнхене — Принца и Принцессы карнавала.

### Карнавальный колпак
Карнавальный колпак (нем. Narrenkappe) — неизменный атрибут члена карнавального общества, предложенный в 1827 году одним прусским генерал-майором, поддержавшим возрождение Кёльнского карнавала. Родилась фраза: «Все шуты равны, их колпаки одинаковы» (нем. «Gleiche Narren, gleiche Kappen»). На заседаниях своего или чужих карнавальных обществ требуется присутствовать только в колпаке своего общества.

### Карнавальный орден
Карнавальный орден или орден шута (нем. Jeckenorden) — награда, которая вручается во время карнавальных празднеств Принцем карнавала или Президентом карнавального общества. Орденами награждаются члены общества за активное участие в его деятельности, артисты за удачные выступления на карнавальном заседании, известные люди за остроумную публичную речь, и в качестве благодарности за их участие в мероприятии или материальную поддержку. Полученные ордена надевают во время карнавальной сессии, украшая ими карнавальный костюм или парадную одежду. Карнавальные ордена являются объектами коллекционирования. В Кёльнском музее карнавала представлено 5 тыс. орденов. Исследователи истории орденов считают, что первый карнавальный орден в Германии появился в XIV веке на Нижнем Рейне.

## Галерея

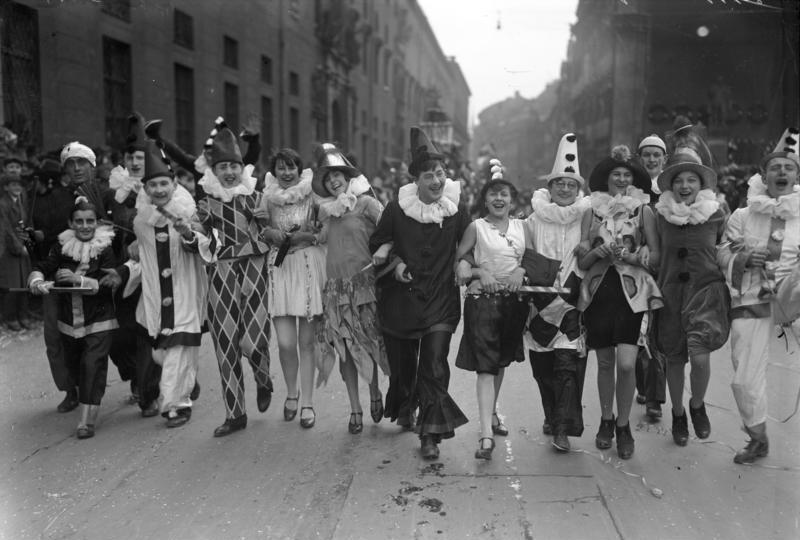
Карнавальное шествие (1932)
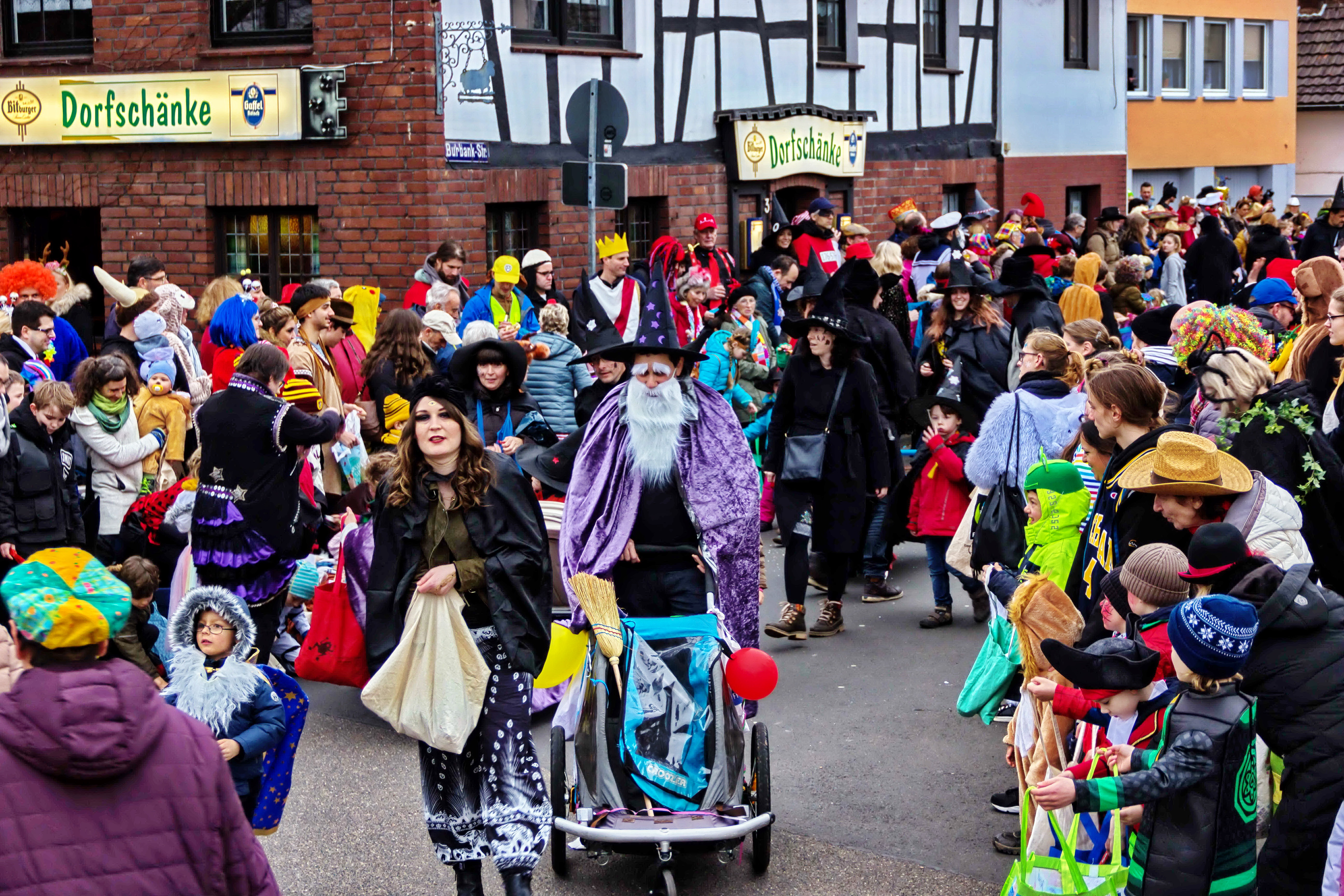
Карнавал (Бонн)
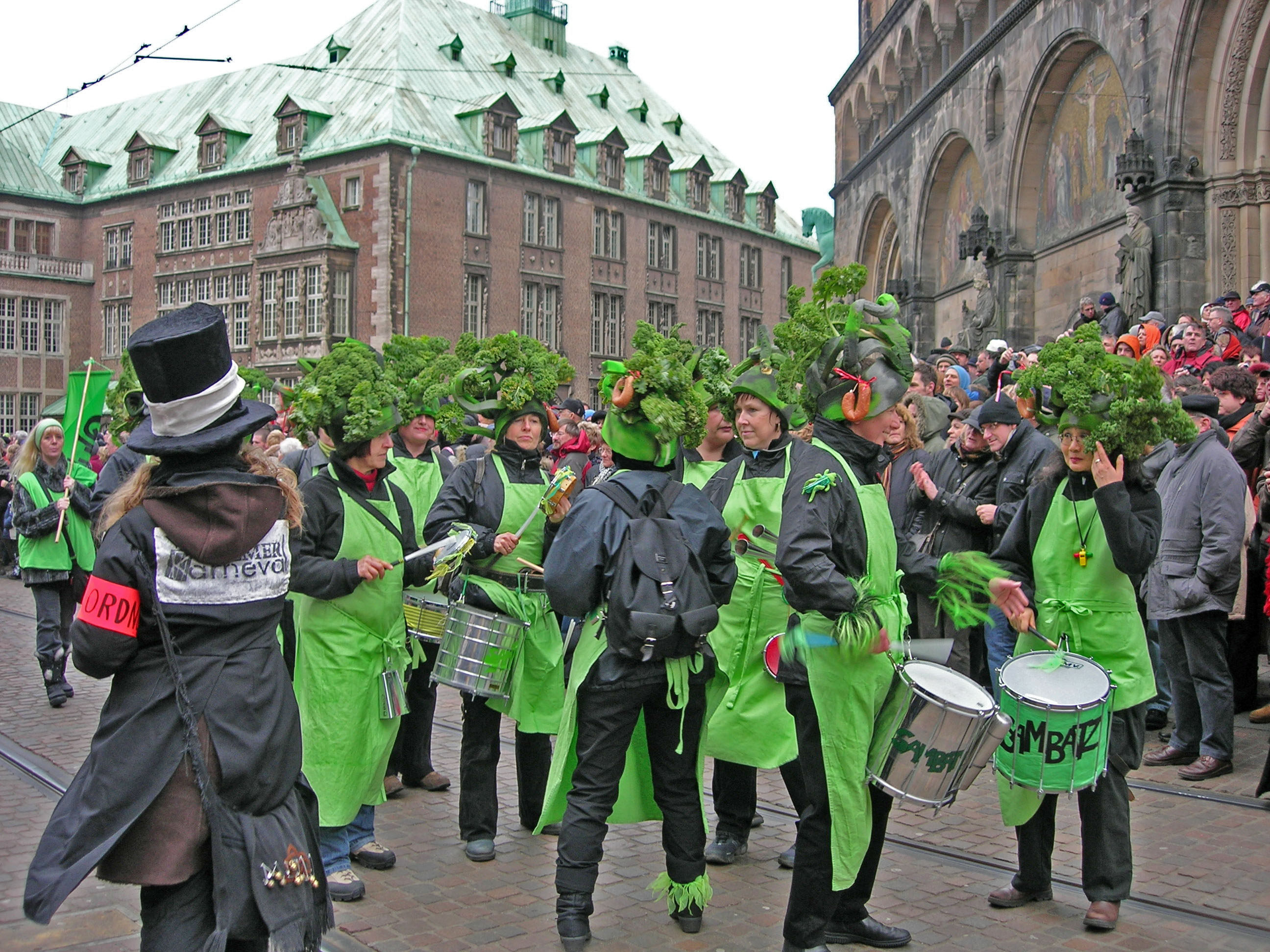
Карнавал (Бремен)
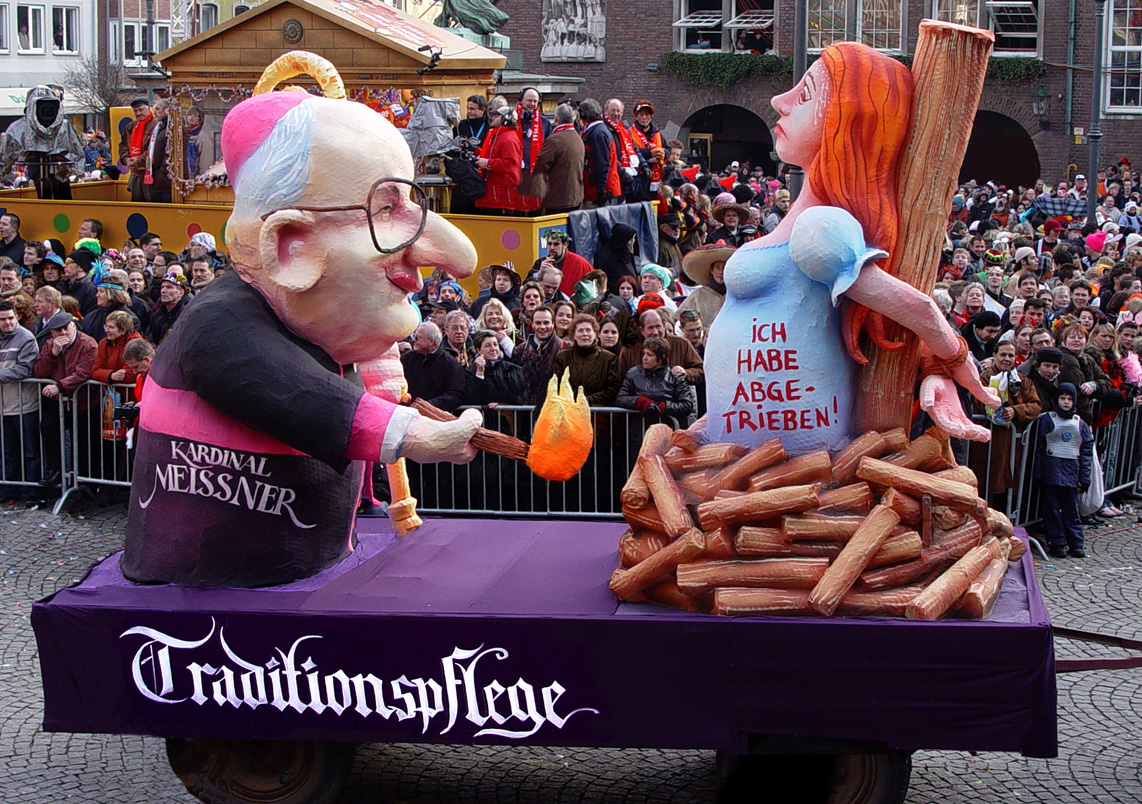
Карнавал (Дюссельдорф)
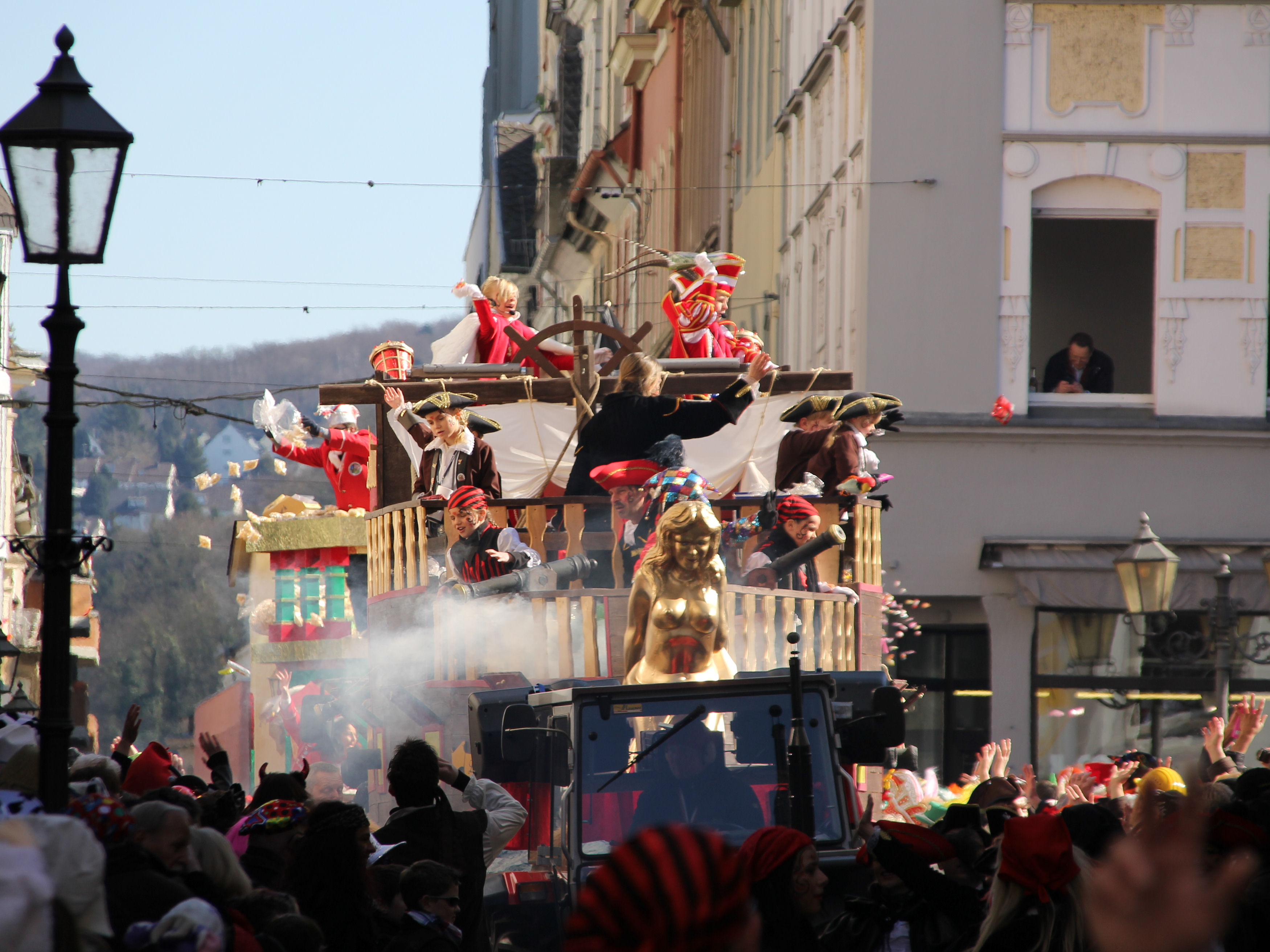
Карнавал (Кобленц)
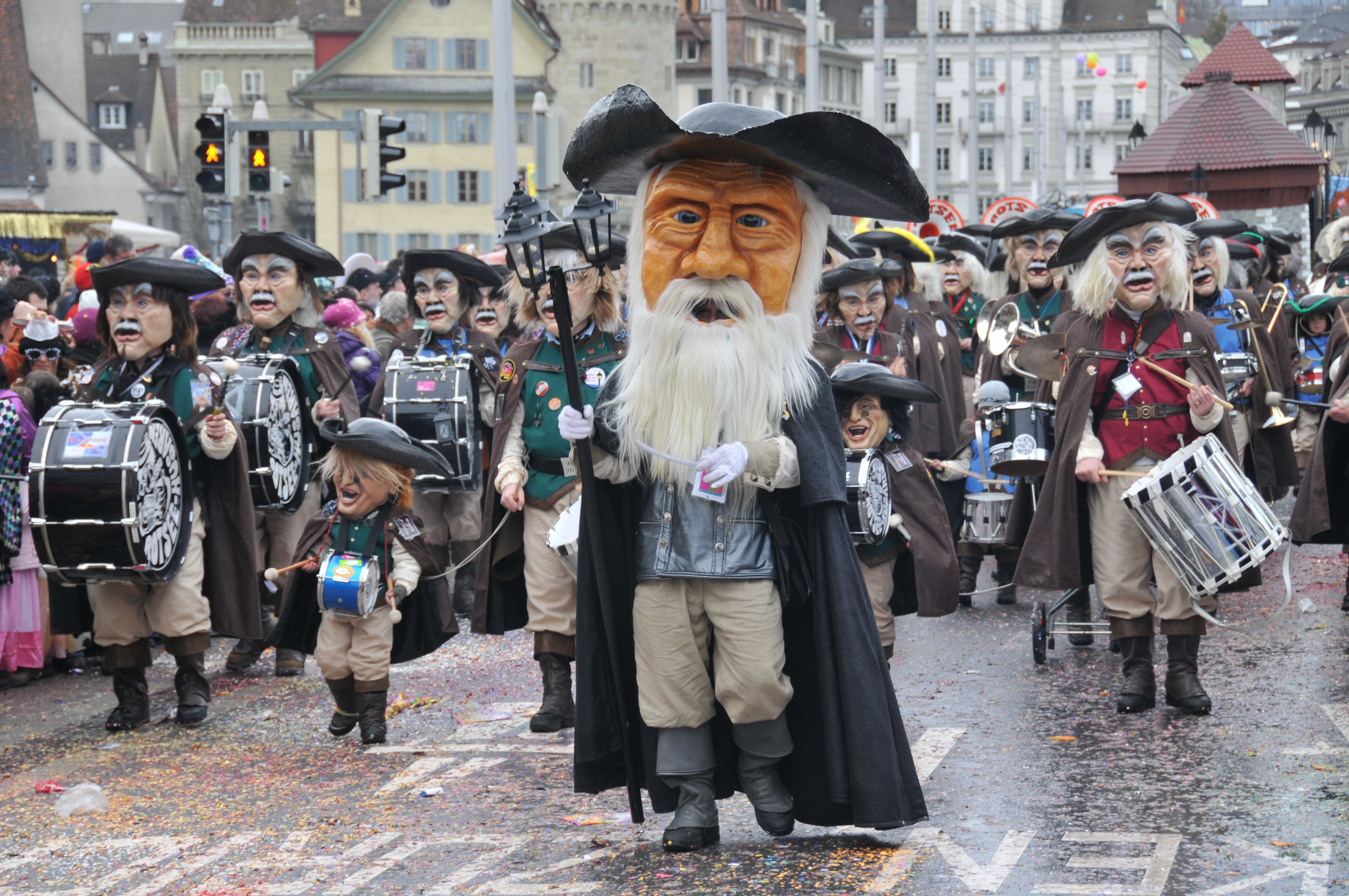
Карнавал (Люцерн)
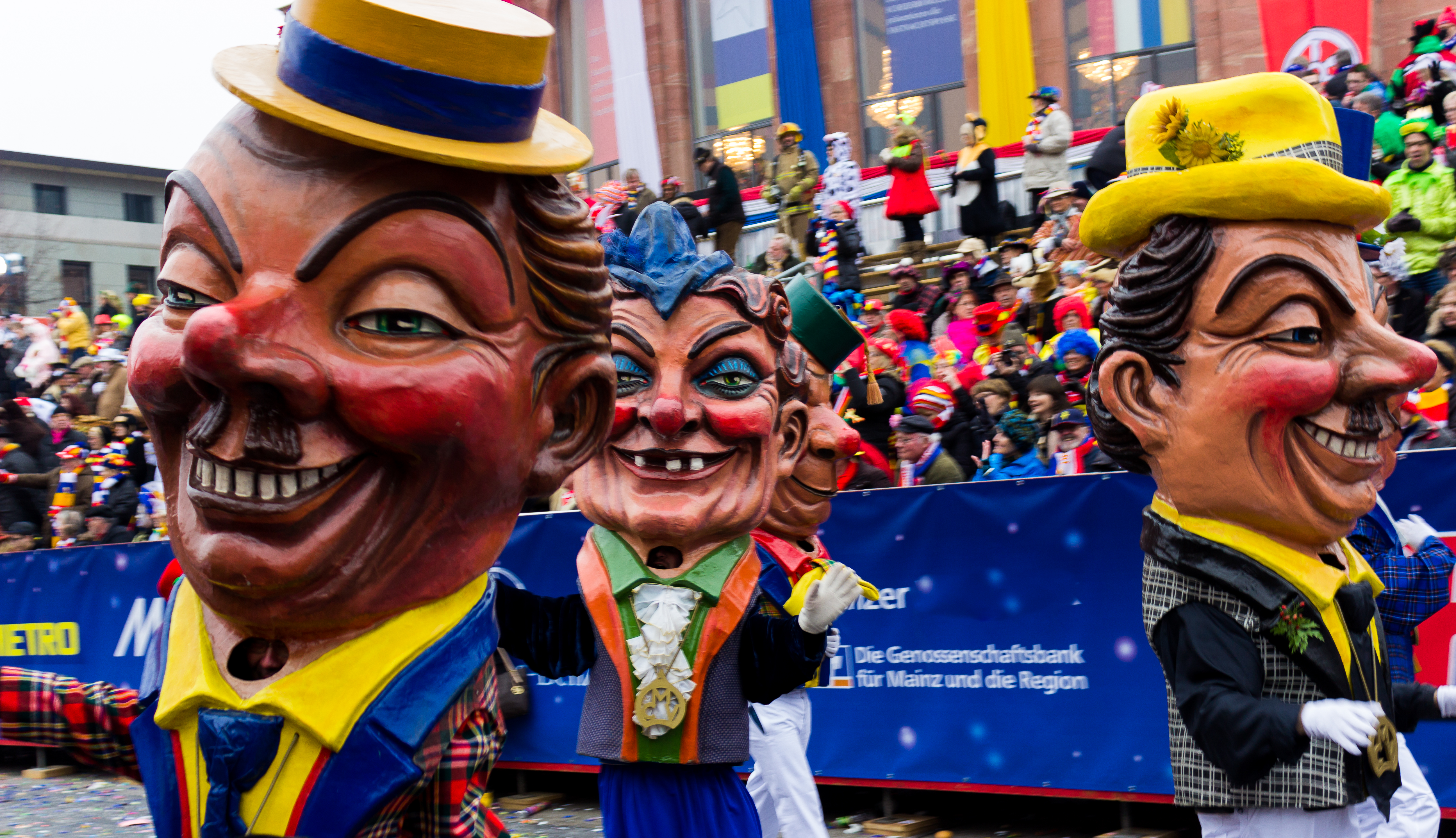
Карнавал (Майнц)
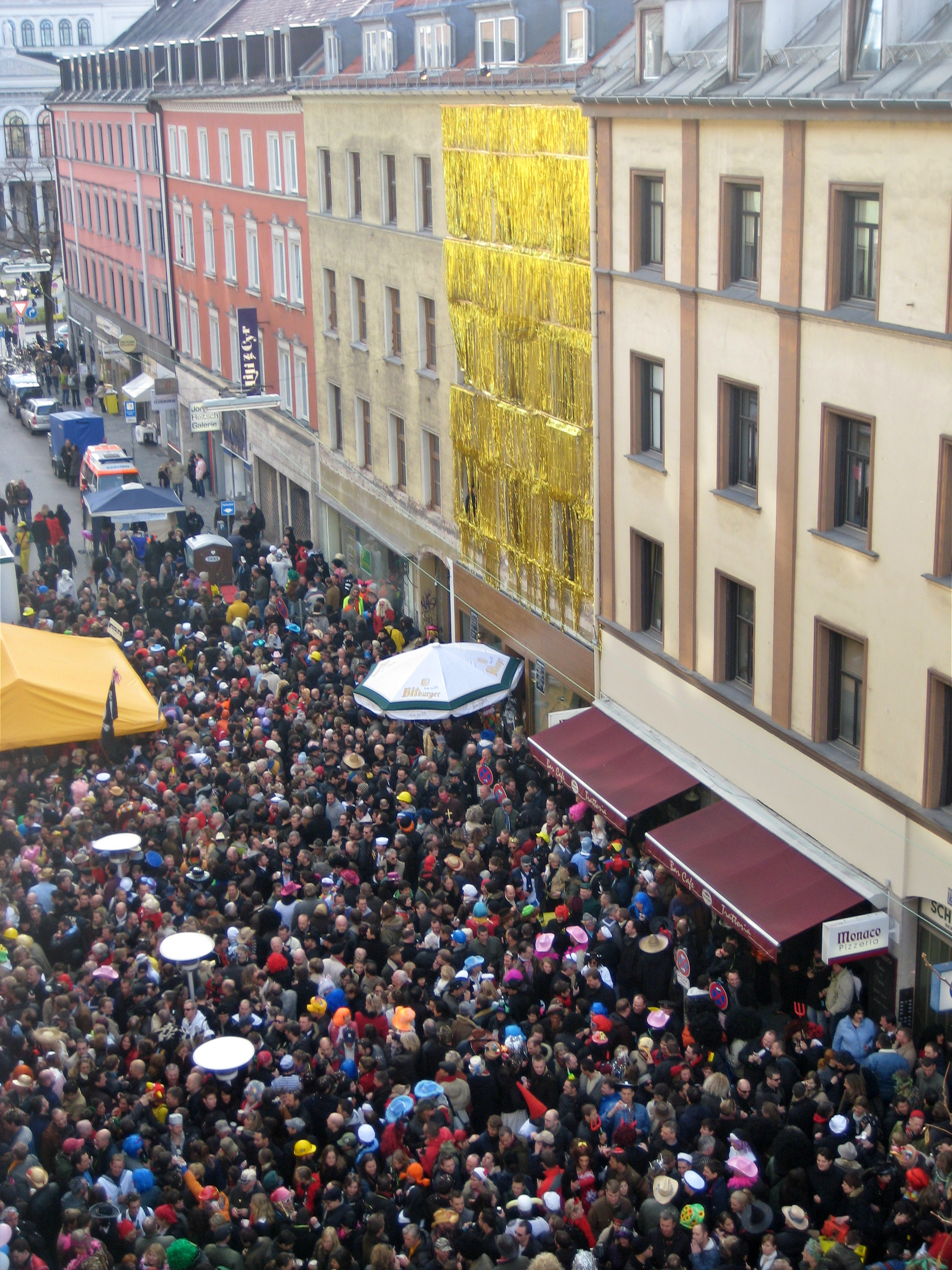
Карнавал (Мюнхен)